# Kazimierz Przybylski
Kazimierz Przybylski (ur. 3 marca 1925 w Bydgoszczy, zm. 15 października 2006) – podpułkownik Wojska Polskiego.

## Życiorys
Był synem Walentego. Absolwent Oficerskiej Szkoły Polityczno-Wychowawczej w Łodzi z 1945. Przed powołaniem do wojska w latach 1941-1945 pracował jako ślusarz w warsztatach kolejowych w Bydgoszczy, po wyzwoleniu w 1945 pracował w milicji przeciwpożarowej w Bydgoszczy. 12 kwietnia 1945 został powołany do wojska. W tym samym roku ukończył Oficerską Szkołę Polityczno-Wychowawczą w Łodzi. Pełnił liczne funkcje w administracji wojskowej. Odznaczony m.in. Krzyżem Kawalerskim Orderu Odrodzenia Polski oraz Złotym Krzyżem Zasługi.
W latach 1955–1965 był komendantem Wojskowej Komendy Rejonowej w Gdyni, a następnie zastępcą szefa Miejskiego Sztabu Wojskowego w Gdyni. Po rozformowaniu Miejskiego Sztabu Wojskowego od 31 lipca 1975 do 26 listopada 1975 był komendantem Wojskowej Komendy Uzupełnień w Gdyni.
Przeniesiony do rezerwy 20 maja 1976 na podstawie decyzji kadrowej Ministra Obrony Narodowej Nr 035 z 21 lutego 1976.

## Awanse
- chorąży – 30 lipca 1945
- podporucznik – 11 października 1946
- porucznik – 22 lipca 1948
- kapitan – 16 lipca 1951
- major – 22 czerwca 1955
- podpułkownik – 15 września 1956

## Wykształcenie
- 12 kwietnia 1945 – 30 lipca 1945 – Oficerska Szkoła Polityczno-Wychowawcza w Łodzi
- 1949 – kurs doskonalący oficerów administracji
- 1954 – kurs doskonalący oficerów administracji
- 1 października 1960 – 27 lipca 1961 – kurs doskonalący oficerów piechoty – szczebel batalion przy Akademii Sztabu Generalnego w Rembertowie

## Stanowiska
- 31 lipca 1945 – 10 października 1945 – sekretarz – kancelaria tajna – Zarząd Polityczno-Wychowawczy
- 11 października 1945 – 9 maja 1947 – kierownik kancelarii Dowództwa Okręgu Wojskowego Nr III w Poznaniu
- 10 maja 1947 – 10 grudnia 1948 – pomocnik kierownika – referat I – Rejonowa Komenda Uzupełnień w Toruniu
- 11 grudnia 1948 – 9 maja 1950 – kierownik referatu I – Rejonowa Komenda Uzupełnień w Toruniu
- 10 maja 1950 – 22 stycznia 1950 – kierownik – referat I – Rejonowa Komenda Uzupełnień w Grudziądzu
- 23 stycznia 1950 – 19 stycznia 1951 – dyspozycja – Departament Personalny Ministerstwo Obrony Narodowej
- 20 stycznia 1951 – 31 grudnia 1951- pomocnik kierownika – sekcja 1 – wydział I – Oddział II – Sztab Generalny
- 1 stycznia 1952 – 29 września 1952 – pomocnik szefa – wydział I – oddział I – Zarząd X – Sztab Generalny
- 30 września 1952 – 20 lutego 1953 – starszy pomocnik kierownika – sekcja I – wydział II – Zarząd X – Sztab Generalny
- 21 lutego 1953 – 25 lutego 1954 – pomocnik szefa wydziału – dział II – Zarząd X – Sztab Generalny
- 26 lutego 1954 – 13 listopada 1955 – kierownik referatu mobilizacji i administrowania rezerwami – Wojskowa Komenda Rejonowa Gdańsk-Miasto
- 14 listopada 1955 – 31 stycznia 1965 – komendant – Wojskowa Komenda Rejonowa w Gdyni
- 1 lutego 1965 – 29 listopada 1971 – zastępca szefa ds. mobilizacji i uzupełnień Miejskiego Sztabu Wojskowego – komendant Wojskowej Komendy Rejonowej w Gdyni
- 30 listopada 1971 – 31 lipca 1975 – szef wydziału mobilizacji i uzupełnień – zastępca szefa sztabu – Miejski Sztab Wojskowy w Gdyni
- 31 lipca 1975 – 26 listopada 1975 – komendant – Wojskowa Komenda Uzupełnień w Gdyni

## Odznaczenia i ordery
- Brązowy Medal Siły Zbrojne w Służbie Ojczyzny – nadany w 1951
- Srebrny Medal Siły Zbrojne w Służbie Ojczyzny – nadany w 1955
- Złoty Medal Siły Zbrojne w Służbie Ojczyzny – nadany w 1968
- Medal 10-lecia Polski Ludowej – nadany w 1955
- Brązowy Medal „Za zasługi dla obronności kraju” – nadany w 1967
- Srebrny Medal „Za zasługi dla obronności kraju” – nadany w 1969
- Złoty Krzyż Zasługi – nadany w 1968
- Medal „Za udział w walkach o Berlin” – nadany w 1968
- Krzyż Kawalerski Orderu Odrodzenia Polski (1973)